# A State of Trance 2016
A State of Trance 2016 – trzynasta kompilacja z serii A State of Trance, holenderskiego DJ-a i producenta muzycznego Armina van Buurena. Wydana została 6 maja 2016 roku przez wytwórnię płytową Armada Music.

## Lista utworów
Opracowano na podstawie materiału źródłowego.

### Dysk 1: On the Beach
| 1.  | Omnia – "Alien (Intro Mix)"                                         | 4:03    |
|     |                                                                     |         |
| 2.  | Denis Kenzo & Sveta B. – "Sunshine Blue"                            | 3:31    |
|     |                                                                     |         |
| 3.  | Jerome Isma-Ae & Alastor – "Floyd"                                  | 4:00    |
|     |                                                                     |         |
| 4.  | Rodg – "High on Life"                                               | 3:52    |
|     |                                                                     |         |
| 5.  | Same K – "Distance"                                                 | 2:44    |
|     |                                                                     |         |
| 6.  | Ana Criado & Denis Kenzo – "Beautiful Creature"                     | 3:45    |
|     |                                                                     |         |
| 7.  | Estiva – "Power Core"                                               | 3:42    |
|     |                                                                     |         |
| 8.  | Henry Dark – "Beirut"                                               | 4:30    |
|     |                                                                     |         |
| 9.  | Orjan Nilsen – "Iconic"                                             | 3:52    |
|     |                                                                     |         |
| 10. | Venom One – "Elysia"                                                | 3:36    |
|     |                                                                     |         |
| 11. | Orjan Nilsen & KhoMha – "Los Capos"                                 | 2:52    |
|     |                                                                     |         |
| 12. | Driftmoon – "Grindstone (gościnnie: Eller) (Guitar Mix)"            | 4:46    |
|     |                                                                     |         |
| 13. | Yoel Lewis – "Goldengate"                                           | 3:18    |
|     |                                                                     |         |
| 14. | Alexander Popov & Digital X – "Spacewalk"                           | 2:44    |
|     |                                                                     |         |
| 15. | Alexander Popov & Jonathan Mendelsohn – "World Like This"           | 3:45    |
|     |                                                                     |         |
| 16. | Genix – "XO"                                                        | 3:26    |
|     |                                                                     |         |
| 17. | Fatum & JES – "Anything Can Happen"                                 | 3:40    |
|     |                                                                     |         |
| 18. | Armin van Buuren – "Freefall (gościnnie: BullySongs) (Manse Remix)" | 2:33    |
|     |                                                                     |         |
|     |                                                                     | 1:04:39 |
|     |                                                                     |         |

### Dysk 2: In the Club
| 1.  | Armin van Buuren – "Embrace (gościnnie: Eric Vloeimans) (Arty Remix)"                        | 3:30    |
|     |                                                                                              |         |
| 2.  | Armin van Buuren & Rising Star – "Again (gościnnie: Betsie Larkin) (Armin van Buuren Remix)" | 3:10    |
|     |                                                                                              |         |
| 3.  | Super8 & Tab – "Mega"                                                                        | 3:03    |
|     |                                                                                              |         |
| 4.  | Andrew Rayel – "Epiphany"                                                                    | 3:16    |
|     |                                                                                              |         |
| 5.  | David Gravell – "Stay Awake"                                                                 | 3:08    |
|     |                                                                                              |         |
| 6.  | Gaia – "Inyathi"                                                                             | 2:56    |
|     |                                                                                              |         |
| 7.  | Simon Patterson – "Now I Can Breathe Again (gościnnie: Lucy Pullin)"                         | 3:37    |
|     |                                                                                              |         |
| 8.  | M.I.K.E. Push & Plastic Boy – "Now & Forever"                                                | 4:10    |
|     |                                                                                              |         |
| 9.  | Radion6 – "Livin the Dream"                                                                  | 3:01    |
|     |                                                                                              |         |
| 10. | Ayda – "Centurio"                                                                            | 3:51    |
|     |                                                                                              |         |
| 11. | Re:Locate & Robert Nickson – "Everest"                                                       | 3:25    |
|     |                                                                                              |         |
| 12. | Jorn Van Deynhoven – "We Can Fly"                                                            | 3:01    |
|     |                                                                                              |         |
| 13. | Jorn Van Deynhoven – "Flashback"                                                             | 3:15    |
|     |                                                                                              |         |
| 14. | Illenium – "Fortress (gościnnie: Joni Fatora) (Seven Lions Roots Mix)"                       | 4:34    |
|     |                                                                                              |         |
| 15. | Masters & Nickson – "Out There (gościnnie: Justine Suissa) (Robert Nickson 2016 Remix)"      | 4:08    |
|     |                                                                                              |         |
| 16. | Bryan Kearney & Christina Novelli – "By My Side"                                             | 3:54    |
|     |                                                                                              |         |
| 17. | Gareth Emery – "I Could Be Stronger (But Only for You) (Giuseppe Ottaviani Remix)"           | 3:41    |
|     |                                                                                              |         |
| 18. | Ben Gold – "I'm In a State of Trance"                                                        | 3:43    |
|     |                                                                                              |         |
| 19. | Mark Sherry, Space Frog & Derb – "Follow Me (Psyburst Mix)"                                  | 3:07    |
|     |                                                                                              |         |
| 20. | Team Argentina – "Alpha Omega (Sneijder Remix)"                                              | 3:37    |
|     |                                                                                              |         |
|     |                                                                                              | 1:10:07 |
|     |                                                                                              |         |
| Materiały dodatkowe dostępne na iTunes         |
| ---------------------------------------------- |
| 1. Książeczka cyfrowa – A State of Trance 2016 |

## Pozycje na listach
| Państwo    | Notowania (2016)    | Najwyższa pozycja |
| ---------- | ------------------- | ----------------- |
| Holandia   | Combi Album Top 100 | 5                 |
| Holandia   | Compilation Top 30  | 2                 |
| Szwajcaria | Compilations Top 20 | 9                 |